# Razredni sovražnik
Razredni sovražnik é um filme de drama esloveno de 2013 dirigido e escrito por Rok Biček. Foi selecionado como representante da Eslovênia à edição do Oscar 2014, organizada pela Academia de Artes e Ciências Cinematográficas.

## Elenco
- Igor Samobor - Robert
- Nataša Barbara Gračner - Zdenka
- Tjaša Železnik - Saša
- Maša Derganc - Nuša
- Robert Prebil - Matjaž
- Voranc Boh - Luka
- Jan Zupančič - Tadej
- Daša Cupevski - Sabina
- Doroteja Nadrah - Mojca
- Špela Novak - Špela
- Pia Korbar - Maruša
- Dan David Mrevlje Natlačen - Primož
- Jan Vrhovnik - Nik
- Kangjing Qiu - Chang
- Estera Dvornik - Sonja
- Peter Teichmeister